# Étrelles-sur-Aube
Étrelles-sur-Aube är en kommun i departementet Aube i regionen Grand Est (tidigare regionen Champagne-Ardenne) i nordöstra Frankrike. Kommunen ligger  i kantonen Méry-sur-Seine som ligger i arrondissementet Nogent-sur-Seine. År 2022 hade Étrelles-sur-Aube 157 invånare.

## Befolkningsutveckling
Antalet invånare i kommunen Étrelles-sur-Aube
Referens: INSEE